# 伏見東郵便局
伏見東郵便局（ふしみひがしゆうびんきょく）は、京都府京都市伏見区にある郵便局。民営化前の分類では集配普通郵便局（現在は集配機能を廃止）であった。

## 概要
住所：〒601-1363 京都府京都市伏見区醍醐鍵尾町1-2

## 沿革
- 1877年（明治10年）10月28日 - 醍醐（だいご）郵便局（五等）として開設[1]。
- 1881年（明治14年） - 貯金取扱を開始。
- 1890年（明治23年）12月16日 - 為替取扱を開始。
- 1969年（昭和44年）6月20日 - 電話交換および和文電報配達業務を山科電報電話局に移管[2]。
- 1976年（昭和51年）4月19日 - 伏見区醍醐和泉町から同区醍醐鍵尾町に移転するとともに、伏見東郵便局に改称。同日、特定郵便局から普通郵便局に局種別改定。
- 2000年（平成12年）8月14日 - 外国通貨の両替および旅行小切手の売買に関する業務取扱を開始。
- 2007年（平成19年）10月1日 - 民営化に伴い、併設された郵便事業伏見東支店に一部業務を移管。
- 2012年（平成24年）10月1日 - 日本郵便株式会社の発足に伴い、郵便事業伏見東支店を伏見東郵便局に統合。
- 2018年（平成30年）8月27日 - 集配業務を伏見郵便局に移管。[3]

## 取扱内容
- 郵便、印紙、ゆうパック、内容証明
- 貯金、為替、振替、振込、国際送金、国債、投資信託
- 生命保険、バイク自賠責保険、自動車保険
- 地方公共団体事務（京都市地下鉄バス利用券の交付）
- ゆうちょ銀行ATM

## 周辺
- 醍醐寺
- アル・プラザ醍醐

## アクセス
- 京都市営地下鉄東西線 醍醐駅もしくは石田駅から徒歩約9分
- 醍醐コミュニティバス 伏見東郵便局前停留所、もしくは京都市バス、京阪バス 醍醐池田町停留所下車
- 阪神高速京都線 山科出入口から南東へ約3.5km、名神高速道路 京都東ICから南へ約5.5km
- 駐車場あり：5台